# Арко-Циннеберг, Максимилиан фон
Граф Максимилиан Иосиф Бернхард фон Арко-Циннеберг (13 декабря 1811, Реннертсхофен, Верхняя Бавария — 13 ноября 1885, Мерано) — австрийский и баварский аристократ, коллекционер.

## Биография
Родился в замке Степперг (Реннертсхофен) в Верхней Баварии.
Сын графа Людвига Арко (1773—1854) и австрийской эрцгерцогини Марии Леопольдины Австрийской-Эсте. Правнук императрицы Священной Римской империи Марии Терезии.
Вместе с братом получил домашнее образование. Семья благодаря способностям и деловой хватке матери, была очень богатой, владела одним из крупнейших состояний в Баварии. В 1825 году семья купила замок Циннеберг в Глонне (Верхняя Бавария).
В 1848 году мать оставила своим сыновьям огромное состояние 15 миллионов флоринов.
Арко-Циннеберг был страстным охотником, особой его страстью была орлиная охота, за что получил прозвище «граф Орел». Кроме собственных охотничьих трофеев, он приобретал уникальные и ценные предметы со всего мира.
Арко-Циннеберга считают основателем Музея охоты и рыболовства, расположившегося в бывшей августинской церкви в Мюнхене. В нём ныне размещена огромная коллекция оленьих рогов — более двух тысяч экземпляров. Ее основой стали уникальные экспонаты, собранные в XIX веке графом Максимилианом фон Арко-Циннебергом.
Образ «графа Орла» Арко-Циннеберга послужил для создания персонажа романа Людвига Гангхофера «Замок Губертус» (Schloß Hubertus).

## Брак и дети
В 1833 году Арко-Циннеберг женился на Леопольдине фон Вальдбург-Цейль, двоюродной сестре майнцского епископа Вильгельма Эммануила фон Кеттелера, в браке с которой имел 13 детей. Свадебным подарком от родителей ему стал дворец в Мюнхене.
1. Мария (1834–1892) вышла замуж за графа Карла Венцеля цу Лейнинген-Биллигхайм (1823–1900), 3 детей
2. Тереза (1835–1906) вышла замуж за графа Максимилиана Августа фон Лоэ (1817–1879), 5 детей.
3. Софи (14 ноября 1836 - 21 декабря 1909) вышла замуж за принца Франца фон Вальдбург-Вольфегг-Вальдзее (1833-1906), 7 детей
4. Хелен (1837–1897) вышла замуж за графа Генриха фон Франкенштейна (1826–1883)
5. Людвиг (1840–1882) женился на графине Адольфине фон Шаесберг (1854–1874), одна дочь; женился повторно на принцессе Жозефине фон Лобковиц (1853–1898), 3 детей.
6. Карл (1841–1873) женился на графине Матильде Вольф-Меттерних цур Грахт (1840–1925), одна дочь
7. Ирен Мария Элизабета (1842 - 1917), вышла замуж за графа Фридриха Карла Йозефа Леопольда Марию Фортунатус фон Оберндорф (1829 - 1913), 4 детей.
8. Анна (1844–1927), вышла замуж за графа Альфреда цу Штольберг-Штольберга (1835–1880), депутата Рейхстага, 4 детей.
9. Мехтильд (1845–1874) вышла замуж за графа Фердинанда фон Биссингена и Ниппенбурга (1837–1919).
10. Николаус (1848–1870)
11. Максимилиан (1850–1916) женился на графине Ольге фон Вертер (1853–1937).
12. Франц (1851-1914)
13. Кристина (1852–1923) вышла замуж за графа Конрада фон Прейзинга (1843–1903), члена Рейхстага, 10 детей